# MAB модель D
MAB Modèle D (MAB: Manufacture d’Armes de Bayonne) — французский пистолет, появившийся на рынке в 1933 году под наименованием «модель С». Он был разработан фирмой «Манюфатюре Натионале д’Армес де Байоне» на базе пистолета Браунинг образца 1911/12 года. После увеличения его размеров и появления улучшенной формы рукоятки пистолет переименовали в «модель D».

## Описание
Это оружие со свободным затвором, отходящим назад, приводя, тем самым, в действие возвратную пружину, намотанную вокруг ствола. Следующим движением вперед затвор захватывает патрон из магазина и досылает его в патронник для следующего выстрела. Возвратная пружина снимается после нажатия на рычажок защёлки в нижней части кожуха затвора и поворота опорной втулки, которая достаётся вместе с пружиной.
Конструкция пистолета предусматривает блокировку спускового крючка от случайного нажатия (стрельба возможна только при удерживании пистолета в кисти руки, с полным обхватом рукояти).

## Варианты и модификации
Существовало 2 основных варианта пистолета MAB D, обычно называемых «Type I» и «Type II». У первого, выпускавшегося с 1933 по июнь 1945 г. перед предохранительной скобой располагалась защёлка дульной втулки, у второго её крепление — байонетного типа. Кроме того, в конструкцию вносились незначительные изменения в 1946, 1948 и 1950 гг.

## Страны-эксплуатанты
- США — некоторое количество пистолетов было экспортировано в США под маркой WAC Le Gendarme
- Нацистская Германия — первые трофейные пистолеты оказались в распоряжении немецких войск в ходе боевых действий против Франции летом 1940 года; дополнительное количество было изъято у вооруженных структур правительства Виши после того, как 11 ноября 1942 года немецкие войска оккупировали южную Францию. Общее количество пистолетов этой модели в распоряжении Третьего рейха оценивается в 53 тыс. шт.[2].
- Франция — пистолет состоял на вооружении французских вооружённых сил, национальной жандармерии, служащих управления лесов, таможни, Банка Франции.